# William Clothier
William Jackson Clothier, Bill Clothier (ur. 27 września 1881 w Sharon Hill, zm. 4 września 1962 w Filadelfii) – amerykański tenisista, zwycięzca mistrzostw USA, reprezentant w Pucharze Davisa.

## Kariera tenisowa
W 1902 roku jako student Uniwersytecie Harvarda zdobył międzyuczelniane mistrzostwo USA w grze pojedynczej i podwójnej, w parze z Edwardem Leonardem.
W 1906 roku został zwycięzcą mistrzostw USA (obecne US Open), pokonując w finale Bealsa Wrighta 6:3, 6:0, 6:4. Finały singlowe mistrzostw USA osiągnął w 1904 roku (w rywalizacji pretendentów, porażka z Holcombem Wardem) i w 1909 roku (porażka z William em Larnedem).
W 1905 roku jedyny raz wystąpił na Wimbledonie.
W 1912 roku awansował do finału gry mieszanej mistrzostw USA, w parze z Eleonorą Sears.
Między 1901 a 1914 rokiem Clothier był sklasyfikowany w czołowej dziesiątce rankingu amerykańskiego, w tym jako nr 1. w 1906 roku.
Clothier wystąpił w dwóch edycjach Pucharu Davisa. W 1905 roku wziął udział w pierwszym meczu, rozgrywanym przez Amerykanów poza krajem, przyczyniając się do zwycięstwa nad Francją na kortach londyńskiego Queen's Clubu. Pokonał wówczas Maxa Décugisa oraz Maurice'a Germota. Zabrakło go jednak w składzie Amerykanów w kolejnych rundach przeciwko wspólnej ekipie Australii i Nowej Zelandii oraz przeciwko Brytyjczykom. Uczestnicząc w rozgrywkach w 1909 roku również nie dostąpił zaszczytu gry w finale. Łącznie rozegrał w zespole pucharowym pięć pojedynków, z czego cztery wygrał.
W 1935 roku zdobył mistrzostwo USA w kategorii "ojciec i syn" z Williamem Clothierem juniorem.
W 1956 roku Clothier został uhonorowany miejscem w międzynarodowej tenisowej galerii sławy.

### Finały w turniejach wielkoszlemowych

#### Gra pojedyncza (1–2)
| Końcowy wynik | Nr | Data | Turniej                              | Nawierzchnia | Przeciwnik     | Wynik finału            |
| ------------- | -- | ---- | ------------------------------------ | ------------ | -------------- | ----------------------- |
| Finalista     | 1. | 1904 | U.S. National Championships, Newport | Trawiasta    | Holcombe Ward  | 8:10, 4:6, 7:9          |
| Zwycięzca     | 1. | 1906 | U.S. National Championships, Newport | Trawiasta    | Beals Wright   | 6:3, 6:0, 6:4           |
| Finalista     | 2. | 1909 | U.S. National Championships, Newport | Trawiasta    | William Larned | 1:6, 2:6, 7:5, 6:1, 1:6 |

#### Gra mieszana (0–1)
| Końcowy wynik | Nr | Data | Turniej                              | Nawierzchnia | Partnerka      | Przeciwnicy                             | Wynik finału   |
| ------------- | -- | ---- | ------------------------------------ | ------------ | -------------- | --------------------------------------- | -------------- |
| Finalista     | 1. | 1912 | U.S. National Championships, Newport | Trawiasta    | Eleonora Sears | Mary Kendall Browne Richard N. Williams | 4:6, 6:2, 9:11 |